# Виромб-Карвацький
Виромб-Карвацький (пол. Wyrąb Karwacki) — село в Польщі, у гміні Пшасниш Пшасниського повіту Мазовецького воєводства.
Населення — 114 осіб (2011).
У 1975-1998 роках село належало до Остроленцького воєводства.

## Демографія
Демографічна структура станом на 31 березня 2011 року:
|          | Загалом | Допрацездатний вік | Працездатний вік | Постпрацездатний вік |
| -------- | ------- | ------------------ | ---------------- | -------------------- |
| Чоловіки | 59      | 17                 | 38               | 4                    |
| Жінки    | 55      | 15                 | 25               | 15                   |
| Разом    | 114     | 32                 | 63               | 19                   |